# Lessertia barbara
Lessertia barbara là một loài nhện trong họ Linyphiidae.
Loài này thuộc chi Lessertia. Lessertia barbara được Eugène Simon miêu tả năm 1884.